# Юдовін Соломон Борисович
Соломон Борисович Юдовін (Шлойме Борухович) ( їд. שלמה יודאווין 15 [27] жовтня 1892, Бешенковичі, Вітебська губернія - 5 грудня 1954, Ленінград)  —  білоруський радянський художник-графік єврейського походження, етнограф, представник «єврейського ренесансу» («єврейського відродження») та модерну.

## Біографія

### Дитинство і юність
Соломон Борисович Юдовін народився 15 (27) жовтня 1892 в містечку Бешенковичі під Вітебськом (50 км на захід) в єврейській родині. Батько майбутнього художника був ремісником, мати  —  домогосподаркою  .
У 1906 році у восьмирічному віці Шлойме Юдовін був прийнятий до вітебської Школи малювання та живопису Є.М.Пена. У 1910 році завдяки допомозі свого дядька С. Ан-ського переїхав до Петербурга, навчався в Малювальній школі Товариства заохочення мистецтв (очолюване М.Реріхом), і одночасно з 1911 до 1913 року навчався в приватних петербурзьких студіях М.Бернштейна, потім М.Добужинського .
Був членом петербурзького «Єврейського товариства заохочення мистецтв»  (що діяло у 1915-1919 роках).

### Участь в експедиціях С.Ан-ського

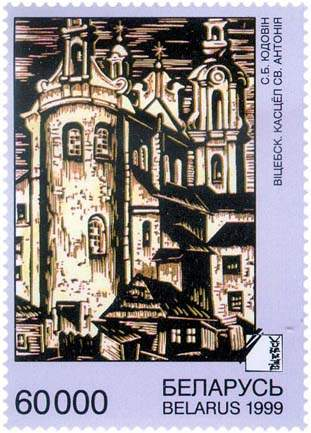
Поштова марка з картиною Юдовіна «Вітебськ. Костел Святого Антонія». Білорусь. 1999 рік

Юдовіна з юності приваблювало рух «єврейського ренесансу», який був частиною загального авангардного руху на мистецтві Росії. Цей рух багато в чому сформував його художні інтереси. Учасники «єврейського ренесансу» бачили своє головне завдання у вивченні та художньому осмисленні єврейської національної спадщини: звичаїв і традиційного побуту. Юдовін повністю поділяв мету руху і тому з ентузіазмом прийняв пропозицію брати участь у фольклорно-етнографічних експедиціях по єврейській межі осілості по містах і містечках південно-західної України (Подільська, Волинська та Київська губернії), організованих у 1912-1914 роках. Єврейським історико-етнографічним товариством (ЄІЕТ) під керівництвом С. Ан-ського за кошти Володимира Гінцбурга — сина барона Г. Гінцбурга.
Збереження традицій народного мистецтва євреїв Російської імперії було основною метою цих експедицій, в яких Юдовін виконував обов'язки секретаря, художника та фотографа. Він замальовував і фотографував усе, що відноситься до юдаїки: предмети єврейського побуту, ритуальне приладдя, надгробки (мацеви), розписи синагог, єврейські орнаменти, вивчав художні особливості єврейського ритуального та декоративно-ужиткового мистецтва. Як фотохудожник Юдовін працював у техніці пікторіалізму ("фотоімпресіонізму"), прагнучи перетворити фотографії на витвори мистецтва шляхом впливу на них у процесі зйомки та прояву.
Окрему історико-художню цінність представляє безліч зображених Юдовіним-фотографом образів євреїв-робітників та євреїв-ремісників, а також різних форм єврейської колективної праці: артілі мотузників, цигарників, швеців, сірникової фабрики в Рівному та багато іншого. Значення роботи Юдовина в цих експедиціях особливо висока, оскільки його фотографії опинилися в числі останніх на яких ще можна побачити традиційний світ єврейської громади риси осілості, який незабаром повністю зник у Першій світовій війні, за радянської влади і остаточно  —  під час Голокосту.
У фонографічному архіві з експедицій С.Ан-ського також є народна пісня на їдиш, яку виконує Юдовін .
У 1920 на основі зібраного матеріалу Юдовін видав альбом «Єврейський народний орнамент» з 26 ліногравюр.

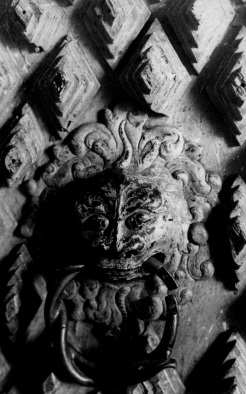
У синагозі Заслава. Фото С.Юдовіна

### Повернення до Вітебська
У 1918 повернувся до Вітебська, де закінчив Художньо-практичний інститут (ВГПІ), а в 1922 був обраний там проректором по господарській частині. З 1922 по вересень 1923 року Юдовін викладав спеціальні дисципліни в графічній майстерні цього інституту, в Художньому народному училищі (ВНХУ) та в Єврейському педагогічному технікумі.
Керував художнім гуртком у вітебському юнацькому клубі імені І. Л. Переца . Разом із М.Шагалом, Ю.Пеном та А.Бразером Юдовін брав участь у «Виставці євреїв-художників» і входив до складу мистецької комісії з декорації Вітебська до святкування першої річниці Жовтневої революції.
У серпні-вересні 1923 року Художньо-практичний інститут було реорганізовано зі зниженням статусу — в Художній технікум (ВХТ), що призвело до конфлікту педагогів з новим директором. По-перше, комісія вчителів, до якої входив і Юдовін, не змогла чинити опір перенесенню навчального закладу з особняка («будинок Вишняка») на вулиці Бухаринській до непристосованої будівлі колишньої Любавичської синагоги на вулиці Володарського,15. Потім новий директор вирішив перевірити ще раз знання всіх колишніх студентів і взагалі одноосібно вирішував питання організації навчання — визнавши це принизливим, Ю.М.Пен (проректор з навчальної роботи), С.Б.Юдовін, Ю.С.Мінін та група студентів 23 вересня 1923 року виступили з колективною заявою про звільнення та залишили інститут.

### Ленінградський довоєнний період
У 1923 році Юдовіна запросили до Петрограда на посаду вченого секретаря і хранителя в Музей Петербурзького єврейського історико-етнографічного товариства, заснованого ЄІЕТ, який розташовувався в будівлі Єврейської богадільні А.М.Гінзбурга (Васильївський острів, 5 лінія, д. 50). Запрошення саме Юдовина на цю посаду не було випадковим: музей створювався для обробки, систематизації та досліджень матеріалів експедицій Ан-ського, в яких Юдовін був одним із головних учасників. Художник пропрацював у музеї до 1928 року, коли ЄІЕТ було ліквідовано, а музей закрито.
До Другої світової війни під час життя в Ленінграді Юдовіним були створені цикли гравюр «Громадянська війна»(1928) та «Оборона Петрограда у дні наступу Юденича»(1933).

### Воєнні роки та смерть
Під час війни до середини 1942 року Юдовін прожив у блокадному Ленінграді, в найважчих умовах намагаючись зняти вигляд обложеного міста та його захисників. Потім художника було евакуйовано до села Карабіха під Ярославлем. У Карабісі, в музеї-заповіднику М.Некрасова Юдовін працював над серією «Некрасовські місця», а в 1944 повернувся до Ленінграда і завершив роботу над циклом гравюр «Ленінград у дні Великої Вітчизняної війни». Ці гравюри було видано у вигляді альбому 1948 року. Більшість подібних робіт виконувалося в стилі загальноприйнятого на той час парадного офіціозу, але юдовінські зображення Ленінграда явно виділяються серед них своїм суворим трагізмом. На думку мистецтвознавців, серія «Ленінград у дні Великої Вітчизняної війни» стала однією з вершин творчості художника.
Усі роки війни, зокрема навіть під час блокади, у Ленінграді продовжували випускатися поштові листівки. Загалом за 1941—1945 роки було видано майже 400 ілюстрованих поштових листівок, серед яких 26 — із творами Юдовіна. Повоєнна серія листівок з його творами стала досить рідкісною та цінується у радянській філокартії. В 1945 Соломон Борисович випустив альбом автолітографій «Ленінград».
Після війни Юдовіним були також створена серія листівок «Види Ленінграду» (1946) і «Ленінград сьогодні» (1949).
Соломон Юдовін помер 5 грудня 1954 року в Ленінграді на 63 році життя.

## Творчість

### Формування стилю
Напрямок творчості та художній стиль Юдовіна формувалися як завдяки його діяльності в експедиціях Ан-ського, так і під впливом російсько-єврейського авангарду Вітебської та, меншою мірою, Київської художніх шкіл. Насамперед це — М.Шагал, Л.Лисицький та Н.Альтман, які мріяли створити "новий єврейський стиль", поєднавши авангард із єврейським народним мистецтвом. Але при всіх новаціях у їхніх творах, у тому числі й у Юдовіна, завжди чітко проявляється символіка світу, що зникає, єврейського містечка, яке було і залишилося для них джерелом натхнення. Творчість самого Юдовіна також вплинула на художників Вітебської школи. Їхнє віртуозне поєднання узагальненості з документальною конкретністю у Юдовіна отримало подальший розвиток, і конкретні подробиці в його роботах лише підкреслюють глибокий символізм творів.

### Книжкова графіка
Велике місце у творчості Юдовіна займала книжкова графіка, а у 1930—1940-х роках ілюстрування книжок посідає головне місце у творчості. Юдовін працював в основному у техніці ксилографії та ліногравюри. У цей період його творчість піднялася на новий рівень — він навчився передавати ілюзію глибини набагато біднішими засобами, не використовуючи незвичайні ракурси, високі горизонти та сильно спотворену перспективу.
Першими роботами в цій галузі стали обкладинки до збірки віршів М. Юдовіна «Кнойлн» («Клубки») (1922) , до книги П. Амп «Пісня Пісень» (1925)  . Надалі Юдовін ілюстрував такі книги, як «Старовинна повість» С. Є. Розенфельда , «Блудний біс» (1931) Л. Раковського, «Біля Дніпра» (1933) Д. Р. Бергельсона, «Історія мого життя» (1934) А. Свірського, «Подорож Веніямина III» (1935) Менделе Мойхер-Сфоріма, «Оповідання про сім гетто» Еге. -Е. Киша, " Єврей Зюсс " Л. Фейхтвангера (1938-1939), "Вірші" Н. А. Некрасова, "Історичні романи" (1949) О. Д. Форш та інші  .
Усього за своє творче життя Юдовін створив ілюстрації до 60 книг, сім з яких з тих чи інших причин не побачили світла. Серед невиданих виявилися і його найкращі роботи на єврейську тему: «Єврейський народний орнамент», «Єврей Зюсс»  та «Подорож Веніямина 3-го»  .
Ліон Фейхтвангер високо оцінив талант Юдовіна як ілюстратора, написавши йому в особистому листі: «Сердечно дякую Вам за лист і особливо за чудовий подарунок, зроблений Вами, — за Ваші гравюри. Я вже написав видавництву, якими винятково талановитими я вважаю Ваші гравюри…»   .

### Єврейська тематика

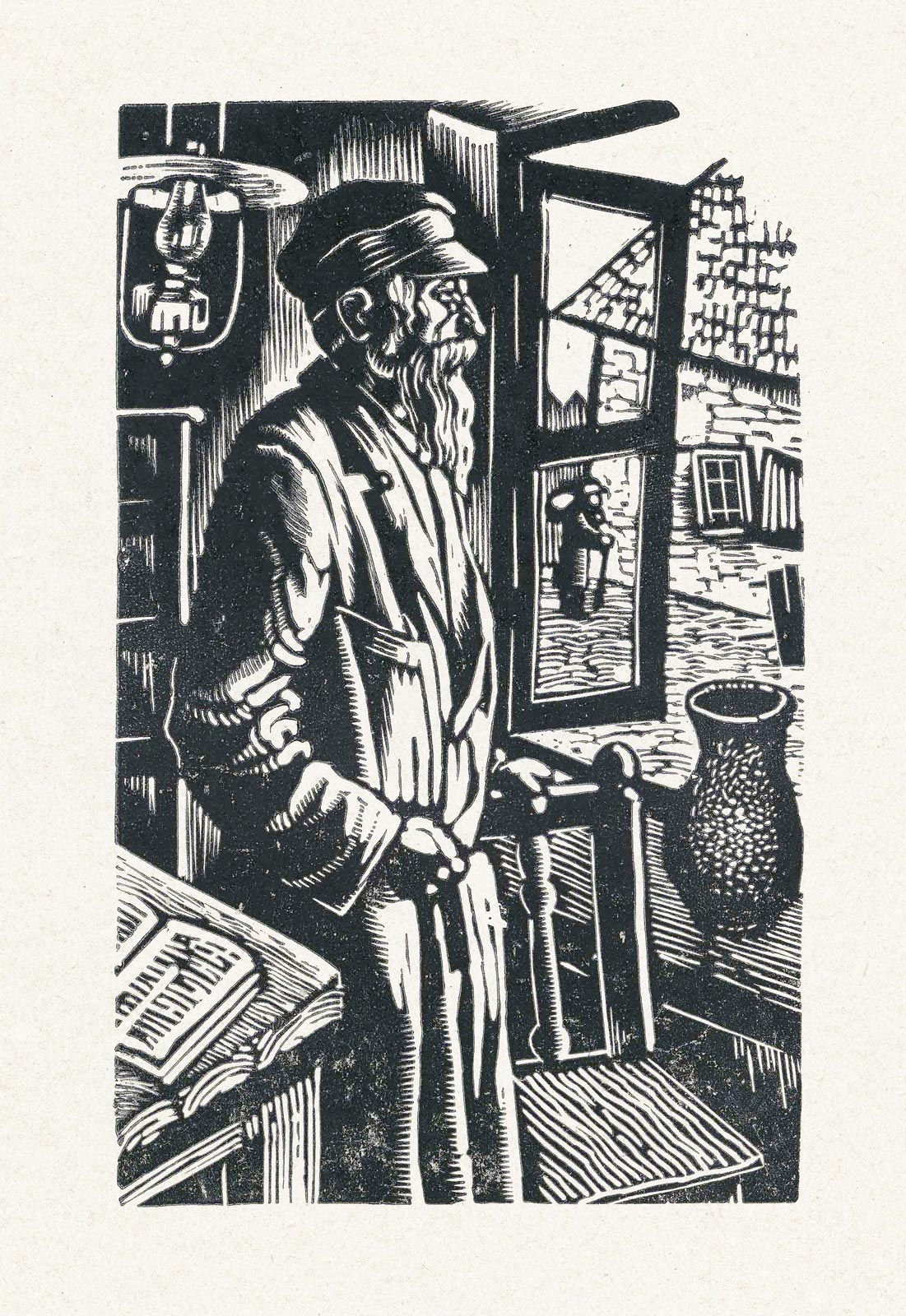
Старий біля вікна.
З циклу «Билоє». 1923 рік

Юдовін з народження ввібрав у себе культуру штетла (ідішкайт) і всю його творчість здебільшого було звернено до єврейської тематики  . Сцени із життя єврейського містечка Юдовін почав створювати вже у 1920-х роках. Дитячі враження життя у Бешенковичах стали для художника основою для створення особливого та дуже сумного світу своїх гравюр — «Шабат», близько 1920—1926 рр., «Похорон», 1926; "Жертви погрому", 1927. Він шукав об'єкти для своєї творчості на фабриках і заводах («Єврей-коваль», 1930-ті рр.; «Сцена в друкарні», 1932; «Продавець бубликів», 1938—1940 рр.), їздив до єврейських колгоспів («В колгосп», 1940)  . І в жодній із робіт Юдовіна на єврейську тему немає тієї холодної відстороненості, яка неминуче проявляється при зображенні чогось чужого. Він створював єврейський світ у своїх картинах, перебуваючи всередині нього і залишаючись із ним нерозривно пов'язаним   .
У 1920—1930-х роках Юдовін працював над монументальною ксилографічною серією «Минуле», намагаючись зберегти пам'ять про світ штетла, що зникає   . Він створив безліч пейзажів єврейського містечка, видів Бешенковичів та старого Вітебська («Музиканти, що повертаються з весілля» 1939, та інше), робив гравюри за мотивами єврейського народного мистецтва («Два ведмеді, що несуть гроно винограду», 1940), підготував «Єврейський народний орнамент» (1940, була видана)  .
Частина єврейської теми у Юдовіна - це також портретні та жанрові роботи («Старий в ярмолці», 1925; «Швець», 1929). Вони яскраво проявляється успадковане від Ю. М. Пена рідкісне вміння художника поєднувати в одному творі психологізм конкретного образу з його типологічною узагальненістю   .

## Виставки
Юдовін був учасником безлічі всесоюзних, республіканських та міських виставок   . Вперше виставив свої роботи у 1916 році на «Виставці єврейських художників» у Москві, а в 1917 році - на «Виставці живопису та скульптури єврейських художників» у Петрограді  . Потім Юдовін брав участь у вітебських виставках: «Єврейське народне мистецтво» (1918) та «1-а Державна виставка картин місцевих та московських художників» (1919)  .
Починаючи з 1920 року, художник представляв на виставки лише малюнки та гравюри  . Персональні виставки відбулися у Вітебську: у 1926 та 1992 роках (до 100-річчя від дня народження), у Ярославлі (1944), у Ленінграді (1956), в Єрусалимі ( Музей Ізраїлю, 1991) , у Нью-Йорку ( 2015)  .

## Місцезнаходження робіт
Роботи Юдовіна зберігаються в Державній Третьяковській галереї, Державному Російському музеї, Державному музеї образотворчих мистецтв імені А. С. Пушкіна, в Російському етнографічному музеї, в Національному художньому музеї  Білорусь, в Художньому музеї Вітебська , в Ізраїлі   .

### Доля фотографій з експедицій С. Ан-ського
Фотоархів експедицій Анського, практично повністю створений Юдовіним, налічував близько 1500 фотографій. Спочатку він зберігався в Музеї Петербурзького єврейського історико-етнографічного товариства, а після його неорганізованої ліквідації фотоколекція зникла, а частиною була розсіяна по музеях і архівах Росії, Ізраїлю, України та США   .
Сам Юдовін, будучи головним хранителем музею, зумів зберегти в собі кілька фотографій. Частину з них він передав до Російського етнографічного музею, а частину було продано його спадкоємцями в різні збори. Зараз найбільша частина з збережених (320 фотографій) знаходиться у фондах Центру «Петербурзька юдаїка»  . Де вони були між 1929 роком і до середини 1950-х років — невідомо.
Якась частина експедиційного фотоархіву залишалася у Юдовіна в його ленінградській квартирі, а після його смерті в 1954 році вони потрапили до Н. Альтмана, який у 1957 році використав їх для ілюстрацій до «Вибраного» Шолом-Алейхема. 1970 року після смерті Н. Альтмана його майстерня перейшла до театрального художника Олександра Пастернака, який на початку 1990-х років передав їх Валерію Димшицю — знавцю єврейської історії та культури  .
|                                           |
| Талмудист. Фото С.Юдовіна 1912-1914 років |

|                                        |
| Ковалі. Фото С.Юдовіна 1912-1914 років |

|                                         |
| Кравець. Фото С.Юдовіна 1912-1914 років |

|                                        |
| Ліхвяр. Фото С.Юдовіна 1912-1914 років |

|                                                    |
| Прядильниця з Шепетівки. Фото С.Юдовіна, 1912-1914 |

|                                                 |
| Ткацька фабрика. Фото С.Юдовіна 1912-1914 років |

|                                         |
| Чоботяр. Фото С.Юдовіна 1912-1914 років |

|                                                 |
| Ткач з Межерічі. Фото С.Юдовіна 1912-1914 років |

|                                                            |
| Велика синагога в Кремінці. Фото С.Юдовіна 1912-1914 років |

|                                              |
| Місто заслав. Фото С.Юдовіна 1912-1914 років |

|                                                |
| Вулиця в Олиці. Фото С.Юдовіна 1912-1914 років |

|                                                  |
| Синагога в Корці. Фото С.Юдовіна 1912-1914 років |

|                                                           |
| Велика синагога в Заславі. Фото С.Юдовіна 1912-1914 років |

|                                                           |
| Велика синагога в Заславі. Фото С.Юдовіна 1912-1914 років |

|                                                           |
| Велика синагога в Заславі. Фото С.Юдовіна 1912-1914 років |

|                                                       |
| Холодна синагога в Могилеві. Фото С.Юдовіна 1913 року |

|                                                       |
| Холодна синагога в Могилеві. Фото С.Юдовіна 1913 року |

## Видання
- С. Юдовін. «Єврейський народний орнамент», Київ, 1920, ліногрвюра;
- «Вітебськ у гравюрах С. Б. Юдовіна» (білоруською мовою; 1926) ;
- С. Юдовін. "Гравюри на дереві", 1928;
- С. Юдовін. Серія "Єврейський народний орнамент", 1920-1941 рр.., Ксилографія;
- Ленінград. С. Б. Юдовін. Автолітографії. 1945 [21] ;
- Юдовіна С. П., Цинберг Т. С. «Юдовін С. Б.» Каталог виставки. Ленінград. 1956
- Досвід «молодої людини для фотографічних робіт». Соломон Юдовін та російський пікторіалізм. Фотоархів експедицій Ан-ського. СПб. : Петербурзька юдаїка, 2005